# Escola de Treino de Voo N.º 2 da RAAF
A Escola de Treino de Voo N.º 2 (No. 2 FTS) é a principal escola de treino de voo da Real Força Aérea Australiana (RAAF). Formada sob seu nome actual em 1969, está situada na Base aérea de Pearce, na Austrália Ocidental. A unidade opera uma frota de Pilatus PC-9. A No. 2 FTS tem as suas origens no restabelecimento, no pós-guerra, da unidade de treino de cadetes original da Força Aérea, a Escola de Treino de Voo N.º 1 (No. 1 FTS), na Base aérea de Point Cook, Victoria, em 1947. Após a reorganização de treino de tripulações em 1951-52, a No. 1 FTS foi renomeada como Escola de Treinamento de Voo Aplicado N.º 1 (No. 1 AFTS), e começou a especializar-se em instrução de voo avançado em aviões CAC Wirraways. Mudou-se para Pearce em 1958, onde recebeu aviões De Havilland Vampire. Em Janeiro de 1969, a escola foi reformada como No. 2 FTS, tendo no ano anterior começado a substituir os Vampire por aviões Macchi MB-326H. Por sua vez, os Macchis foram substituídos pelo PC-9, em 1989.